# Klaus Gysi
Klaus Gysi (Neukölln, 1912. március 3. – Berlin, 1999. március 6.) német politikus, diplomata és újságíró. A második világháborúban a francia ellenállás tagja volt, utána az NDK-ban lett politikus. 1966 és 1973 közt kulturális miniszter, 1973 és 1978 közt nagykövet Olaszországban, a Vatikánban és Máltán, 1979 és 1988 közt pedig vallásügyi miniszter volt a Német Szocialista Egységpárt színeiben. Az újjáegyesítés után a PDS tagja lett. Fia, Gregor Gysi is politikus.